# Szesztolvajok
A Szesztolvajok (eredeti cím: The Angels' Share) egy 2012-es angol-francia-belga-olasz koprodukcióban készült vígjáték, amelyet Ken Loach rendezett.

## A cselekmény
|  | Alább a cselekmény részletei következnek! |

A film Glasgow-ban játszódik, főszereplője a fiatalkorúak börtönéből nemrég szabadult Robbie, akit egy verekedés miatt a bíróság közösségi munkára ítél. Robbie barátnője, Leonie várandós, babájukat akkor szüli meg, amikor a fiú éppen egy ház felújításán dolgozik. Robbie-t a munka felügyelője, Harry viszi el a kórházba, és ő akadályozza meg, hogy a fiú még jobban összekapjon a lány apjával és testvéreivel, akik nem akarják beengedni kisfiához. Harry, aki nagy szakértője a whiskyknek, magához viszi Robbie-t, és megkínálja egy pohár öreg whiskyvel.
Harry egy nap mikrobuszával elviszi Robbie-t és néhány, közösségi munkára ítélt társát egy lepárló üzembe. Robbie különleges tehetségnek bizonyul a whiskyk terén: zamatuk, illatuk alapján könnyen tudja azonosítani őket. Nemsokára elmennek Edinburgh-ba egy whiskykóstolóra, ahol megtudják, napokon belül egy árverést rendeznek, amelyen eladnak egy különlegesen régi, akár egymillió fontot is érő whiskyt. Robbie az eseményen megismerkedik Thaddeusszal, a whiskygyűjtővel.
A fiú többször találkozik Leonie-val, aki nyilvánvalóvá teszi számára, hogy csak akkor élhetnek együtt családként, ha Robbie végleg rendes útra tér. Robbie-t megerősíti ebben egy találkozó volt áldozatával, egy vele egykorú fiúval, akit korábban összevert. Robbie, mivel rájön, hogy Glasgow-ban nem tud új életet kezdeni, és nem lesz képes a normális családalapításhoz szükséges pénzt összeszedni, három barátjával együtt elhatározza: ellopja a Malt Mill nevű italt.
A skót szoknyába öltözött csapat megérkezik az árverés helyszínére. Robbie elbújik a hordók között, majd este barátai egy hosszú csövön keresztül kiszívják a néhány üvegnyi italt a hordóból. A fiú a pincében szemtanúja lesz, amikor Thadeus megpróbálja rábeszélni a lepárló tulajdonosát, hogy a whisky egy részét adja el titokban, még az aukció előtt megbízójának. A tulajdonos ebbe nem egyezik bele, csak egy kóstolót engedélyez Thadeusnak. Robbie a kiürített hordóba más whiskyt tölt.
Az árverésen egy amerikai gyűjtő veszi meg az italt, míg Robbie felajánlja a valódi Malt Millt Thadeusnak. A pénz mellé egy állást is kér. A Glasgow-ba vezető úton a négy palackból kettőt összetörnek. Végül egy üveget eladnak Thadeusnak százezer fontért, egyet pedig Harry kap, amiért adott még egy esélyt Robbie-nak. Robbie a whisky megvásárlójától, akinek saját lepárlója van Stirlingben, munkát kap, így Leonie-val és kisfiával odaköltöznek Glasgow-ból.
|  | Itt a vége a cselekmény részletezésének! |

## Szereposztás
| Szereplő | Színész        |
| -------- | -------------- |
| Robbie   | Paul Brannigan |
| Harry    | John Henshaw   |
| Albert   | Gary Maitland  |
| Mo       | Jasmin Riggins |
| Rhino    | William Ruane  |
| Thaddeus | Roger Allam    |
| Leonie   | Siobhan Reilly |

## Az eredeti cím jelentése
A film eredeti címe The Angels' Share, magyarul az angyalok jussa. Először akkor hangzik el, amikor a közösségi munkára ítéltek csapata Harryvel elmegy a lepárlóüzembe. Vezetőjük elmondja, hogy a hordókból a teljes italmennyiség két százaléka elpárolog az évek alatt, ezt nevezik az angyalok jussának. Másodszor arra a papírlapra felírva látható, amelynek kíséretében Harry megtalálja otthon a Malt Millből neki jutó egy üveget.

## Elismerések
- Cannes-i filmfesztivál zsűrijének díja (2012)

## Kritikák
- Kultúrpart
- Filmtekercs

## Előzetes
- A film magyar feliratos előzetese